# Crocus thomasii
Crocus thomasii  (лат.) — вид однодольных растений рода Шафран (Crocus) семейства Ирисовые (Iridaceae). Впервые описан итальянским ботаником Микеле Теноре в 1826 году.

## Распространение
Известен с юга Италии и из Хорватии.

## Ботаническое описание
Луковичный геофит.
Луковица с сетчато-волокнистой оболочкой.
Листья линейно-нитевидные.
Цветок с опушённым фиолетово-белым венчиком.
Число хромосом — 2n=16.